# Готшалк фон Велтхайм
Готшалк фон Велтхайм (на немски: Gottschalk von Veltheim; * ок. 1430; † ок. 1482/1487) е благородник от род Велтхайм в Източна Долна Саксония.
През 1308 г. господството Харбке (в Саксония-Анхалт) отива на Бертрам и Лудолф фон Велтхайм и те построяват водния дворец „Хертбике“. Дворецът остава собственост на фамилията до края на Втората световна война.

## Фамилия
Готшалк фон Велтхайм се жени ок. 1450 г. за Доротея (Маргарета) фон Маренхолц (* ок. 1425), дъщеря на
Корд фон Маренхолц († сл. 1467) и София фон Гущет (* ок. 1396). Те имат един син:
- Курт фон Велтхайм (* ок. 1470; † 1545), женен за Илза фон Оперсхаузен; родители на:
  - Анна фон Велтхайм (* 1499; † 19 август 1575 в Магдебург), омъжена за Ханс фон Бартенслебен (1500 – 1542)
  - Ахац фон Велтхайм (* ок. 1513; † 1558), женен за за Аделхайд фон Швихелт (* ок. 1513; † 1545)

## Галерия
- Водният дворец Велтхайм
- Литография на дворец Харбке от 1857/59
- Фамилният герб на останките на дворец Харбке